# Dimineața executării streliților
Dimineața executării streliților este un tablou de Vasili Ivanovici Surikov care a fost pictat în 1881. Acesta ilustrează execuția publică în fața zidurilor Kremlinului după încercarea eșuată de răscoală a streliților. Pictura arată puterea pe care a avut-o guvernul rus în ultimii ani ai secolului al XVII-lea.
Tabloul poate fi găsit la Galeria Tretiakov din Moscova. 